# Веринген
Веринген (њем. Wehringen) општина је у њемачкој савезној држави Баварска. Једно је од 46 општинских средишта округа Аугсбург. Према процјени из 2010. у општини је живјело 2.915 становника. Посједује регионалну шифру (AGS) 9772215.

## Географски и демографски подаци
Веринген се налази у савезној држави Баварска у округу Аугсбург. Општина се налази на надморској висини од 532 метра. Површина општине износи 14,1 km². У самом мјесту је, према процјени из 2010. године, живјело 2.915 становника. Просјечна густина становништва износи 206 становника/km².